# ميتيهان ميرت
ميتيهان ميرت (بالتركية: Metehan Mert) هو لاعب كرة قدم تركي، ولد في 1 مايو 1999 في تشوبوك (أنقرة) في تركيا.

## وصلات خارجية
- ميتيهان ميرت على موقع اتحاد تركيا (لاعب) (الإنجليزية)
- ميتيهان ميرت على موقع قاعدة بيانات كرة القدم.إي يو (الإنجليزية)
- ميتيهان ميرت على موقع Soccerway.com (الإنجليزية)